# Noé Hernández
Noé Hernández Valentín (ur. 15 marca 1978 w Chimalhuacán, zm. 16 stycznia 2013 tamże) – meksykański lekkoatleta, chodziarz. Srebrny medalista IO w 2000 w Sydney, a także olimpijczyk z Aten.

## Osiągnięcia
| Rok  | Wydarzenie                               | Miejsce        | Rezultat | Konkurencja      |
| ---- | ---------------------------------------- | -------------- | -------- | ---------------- |
| 1999 | Mistrzostwa Ameryki Środkowej i Karaibów | Bridgetown     | 1.       | chód na 20 km    |
| 2000 | Mistrzostwa ibero-amerykańskie           | Rio de Janeiro | 1.       | chód na 20 000 m |
| 2000 | Igrzyska Olimpijskie                     | Sydney         | 2.       | chód na 20 km    |
| 2003 | Mistrzostwa Świata                       | Paryż          | 4.       | chód na 20 km    |

Mistrz Meksyku w chodzie na 20 kilometrów (2003).

## Rekordy życiowe
- Chód na 20 kilometrów – 1:18:14 (2003)